# BMW 2
BMW 2 — серия автомобилей немецкого автопроизводителя BMW, занявшая нишу между BMW 1-й серии и BMW 3-й серии. Данная серия автомобилей в виде купе (внутреннее обозначение F22) впервые была представлена 25 октября 2013 года, а продажи начались 8 марта 2014 года.

## Концепт-кары

### BMW Concept Active Tourer
BMW Active Tourer (2012) — гибридный концепт-кар с 1,5-литровым 3-цилиндровым бензиновым турбодвигателем и синхронным электродвигателем с литий-ионным аккумулятором, цветом кузова High Reflection Silver, наклонённой радиаторной решёткой в стиле BMW, двойными огибающими светодиодными фонарями на боковых и задних панелях, интегрированными дверными ручками, 20-дюймовыми колёсами, панорамным люком в крыше и многофункциональным дисплеем в салоне.
Концепт-кар был впервые представлен на Парижском автосалоне 2012 года, затем на 83-м Женевском международном автосалоне 2013 года и Шанхайском автосалоне 2013 года.

### BMW Concept Active Tourer Outdoor
Версия BMW Concept Active Tourer (2013) была оборудована поперечно расположенным 1,5-литровым бензиновым двигателем, передним приводом, гибридной установкой с электродвигателем, цветом кузова Gold Race Orange, кожаными обивками интерьера MoonWhite и MoonRock Grey, интегрированную в интерьер систему перевозки двух велосипедов.
Концепт-кар был впервые представлен во Фридрихсхафене (Германия) в 2013 году, затем на Франкфуртском автосалоне 2013 года и Токийском автосалоне 2013 года.

## Первое поколение

### BMW 2 Coupé (F22) и Cabrio (F23)

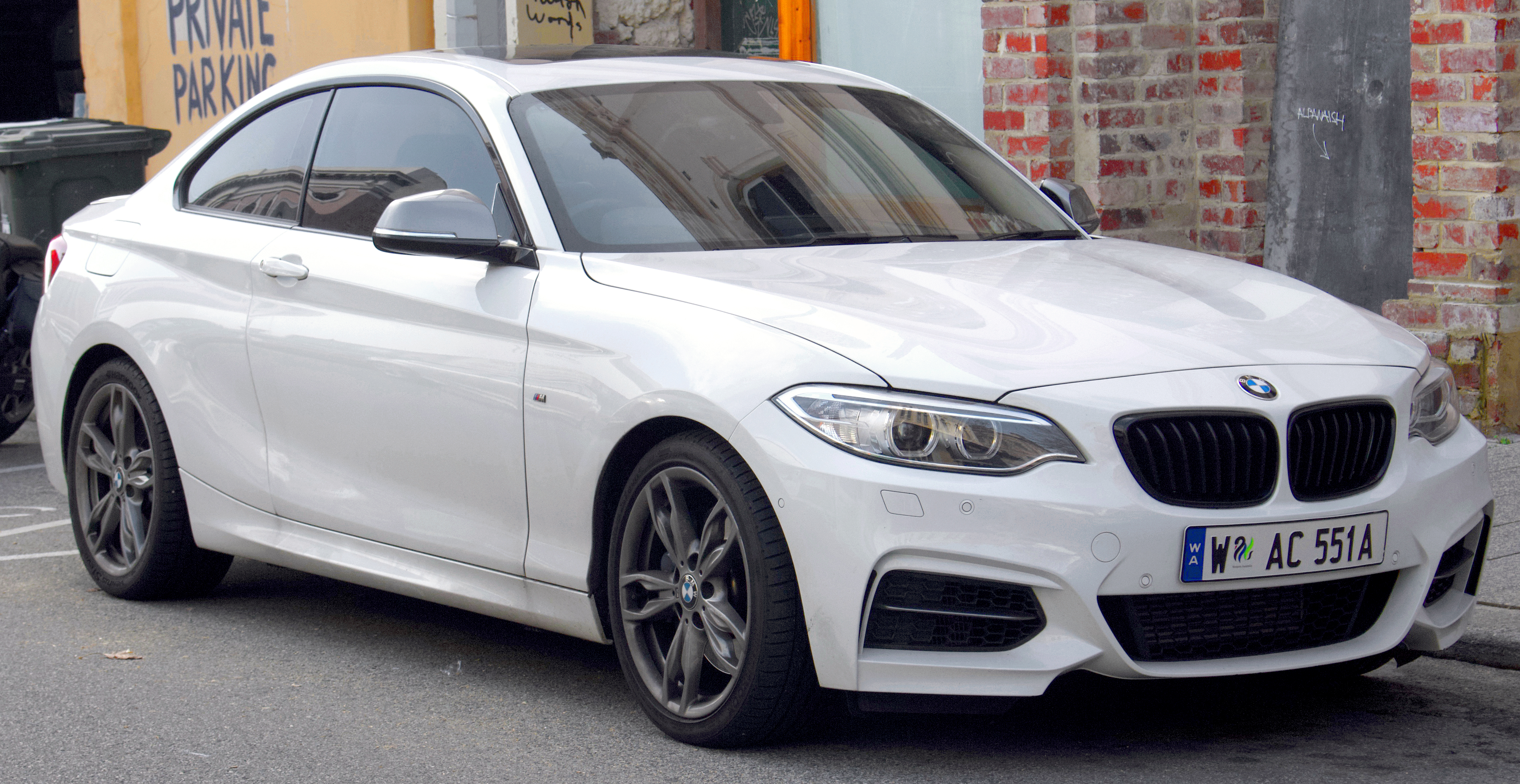
BMW 2 M235i Coupé

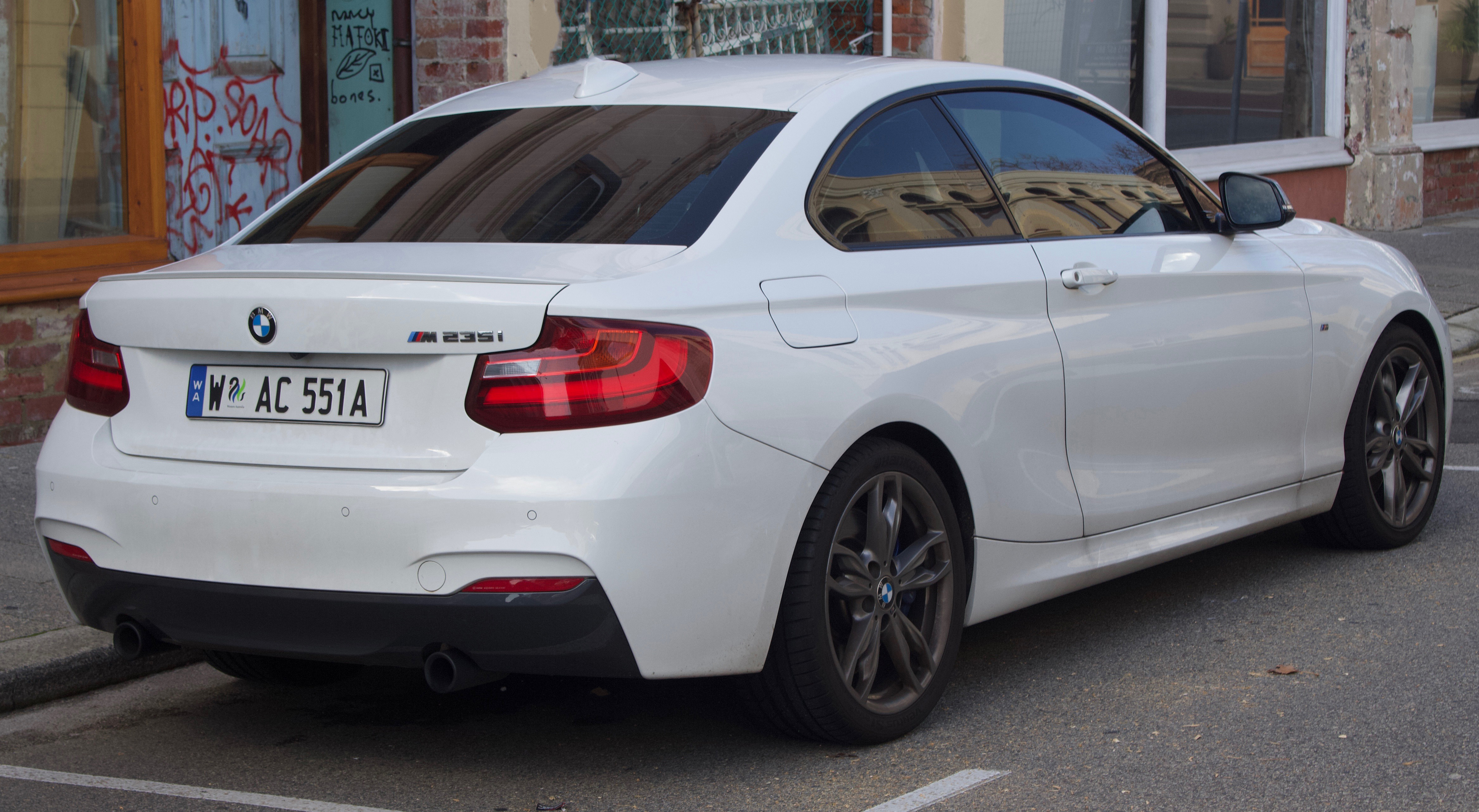
BMW 2 M235i Coupé

Автомобиль был представлен на Североамериканском международном автосалоне и затем на 13-м Пекинском международном автосалоне как модель 2014 года.
Первоначально модельный ряд состоял из моделей 220i, M235i (326 л. с.) и 220d. Модели 218d (143 л. с.) и 225d (218 л. с.) были добавлены в марте 2014 года. Модели 228i (245 л. с.), M235i xDrive (326 л. с.) были добавлены летом 2014 года.
Изначальный модельный ряд для североамериканского и канадского рынков включал модели 228i (243 л. с.) и M235i (324 л. с.).
Продажи в Великобритании стартовали в марте 2014 года. Первоначально модельный ряд включал 220i (184 л. с.), M235i (326 л. с.) и 220d (184 л. с.). Модель 228i была добавлена летом 2014 года.
В 2016 году было представлено купе BMW M2, оснащённое доработанным рядным шестицилиндровым бензиновым мотором N55 объёмом 3,0 литра с одним турбокомпрессором. Мощность силового агрегата составляет 370 л. с. Также автомобиль отличается от стандартного купе иными подвесками, по конструкции аналогичными тем, которые применяются на моделях BMW M3 и BMW M4.

### BMW 2 Active Tourer (F45)

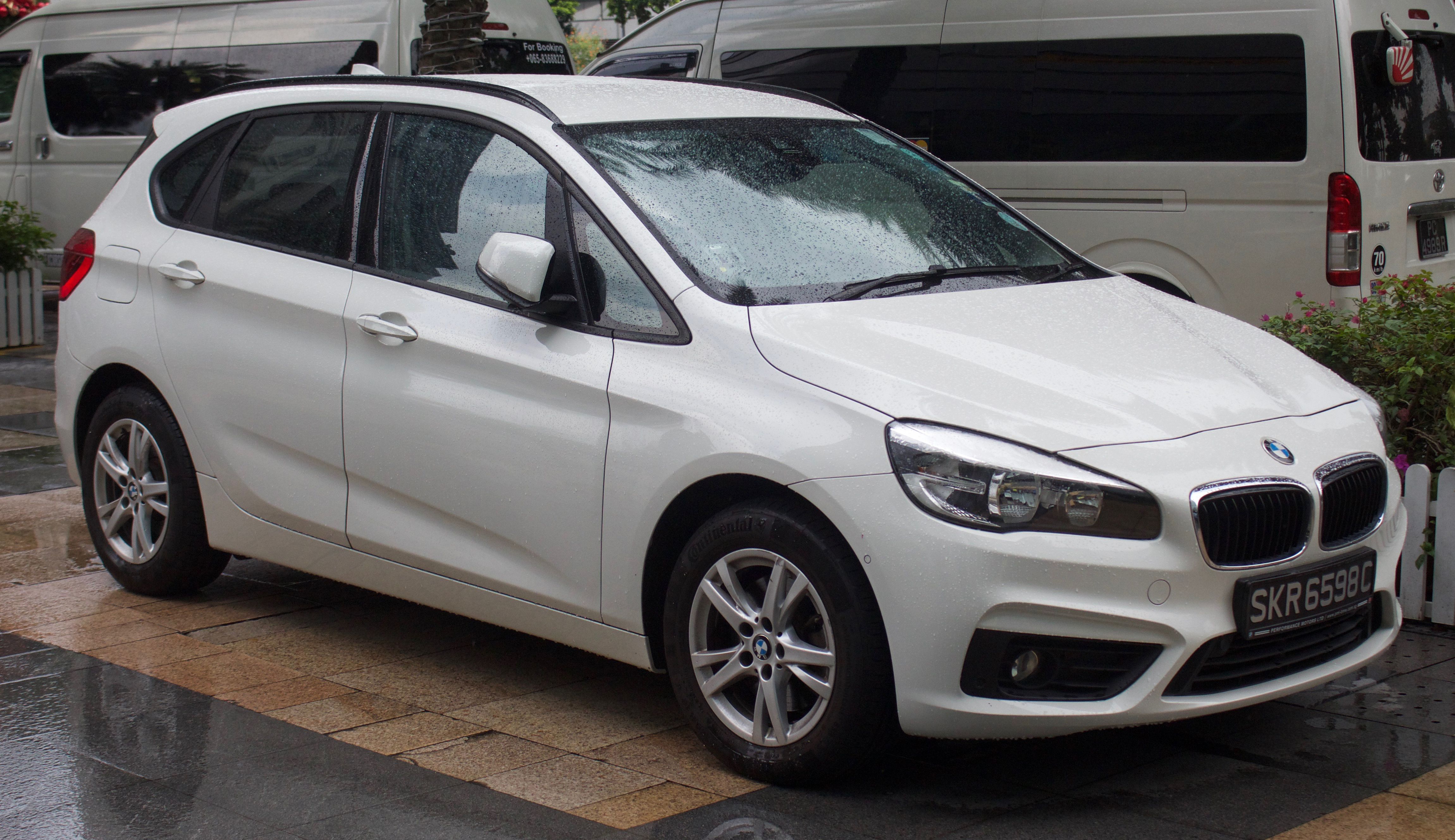
BMW 218i Active Tourer

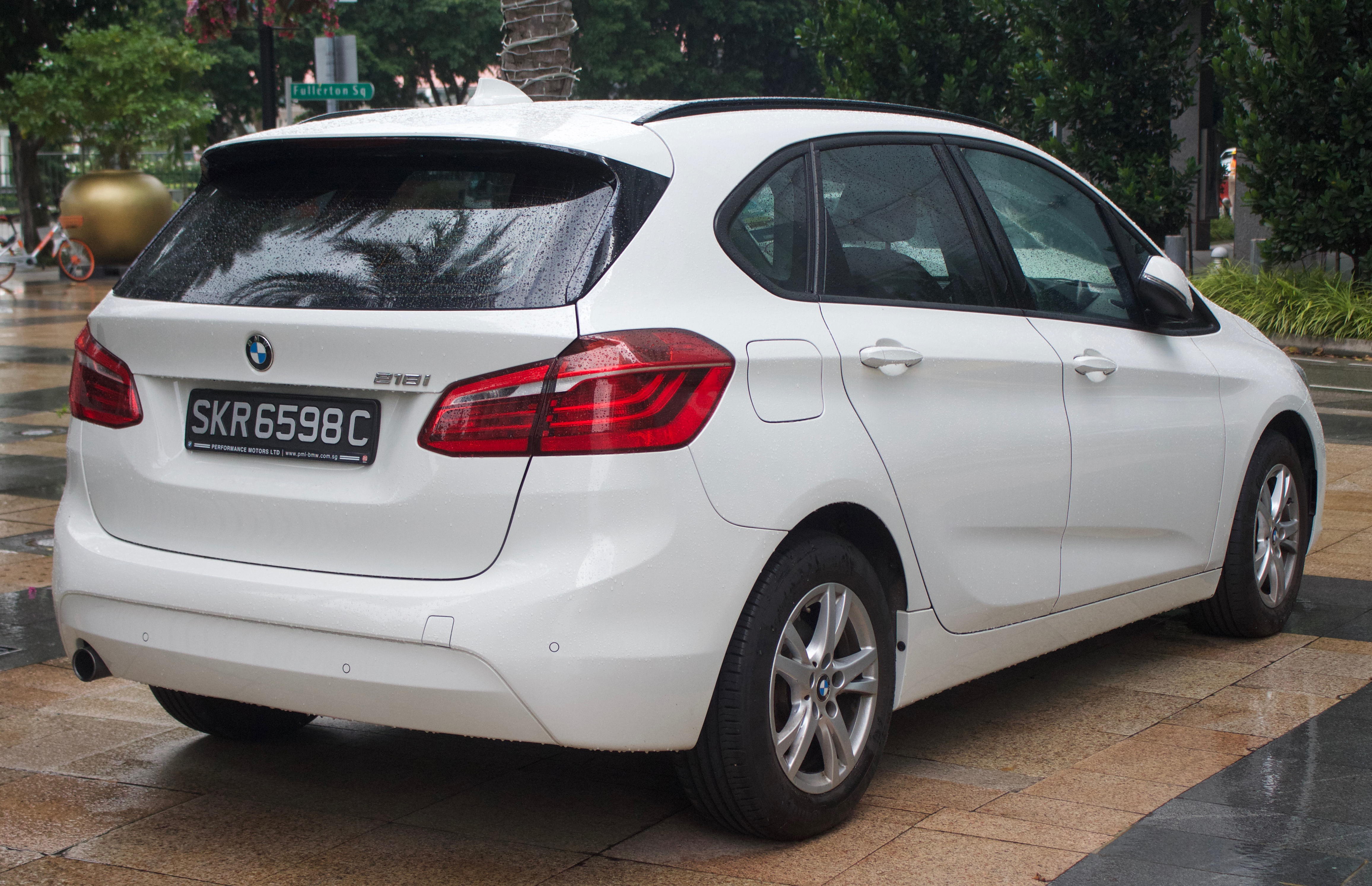
BMW 218i Active Tourer

BMW 2 Active Tourer, с 2014 года — первый переднеприводной автомобиль BMW, разработанный для конкуренции с Mercedes-Benz B-Class. В качестве опции будет предлагаться система xDrive. Дизайн основывается на BMW Concept Active Tourer и технически связан с Mini Countryman, который также выпускается компанией BMW.
Автомобиль был представлен на 84-м Женевском международном автосалоне 2014 года, затем на Канадском международном автосалоне 2014 года, 13-м Пекинском международном автосалоне 2014 года, 22-м Лейпцигском международном автосалоне 2014 года.
Ранний модельный ряд включал 218i, 225i, 218d (150 л. с.). 220d (190 л. с.) был добавлен в сентябре 2014 года, а 220i (192 л. с.) — в ноябре 2014 года.
Поставки в Великобританию запланированы на сентябрь 2014 года. Модельный ряд для Великобритании включает 218i (136 л. с.), 218d (143 л. с.). С ноября 2014 года будет доступна комплектация M Sport (включающая 18-дюймовые легкосплавные диски M Sport, кожаную обивку Dakota, отделку High-gloss Shadowline, отделку Aluminium hexagon, аэродинамический стиль M Sport, подвеску M Sport и дополнительные опции интерьера).

### BMW 2 Gran Tourer (F46)

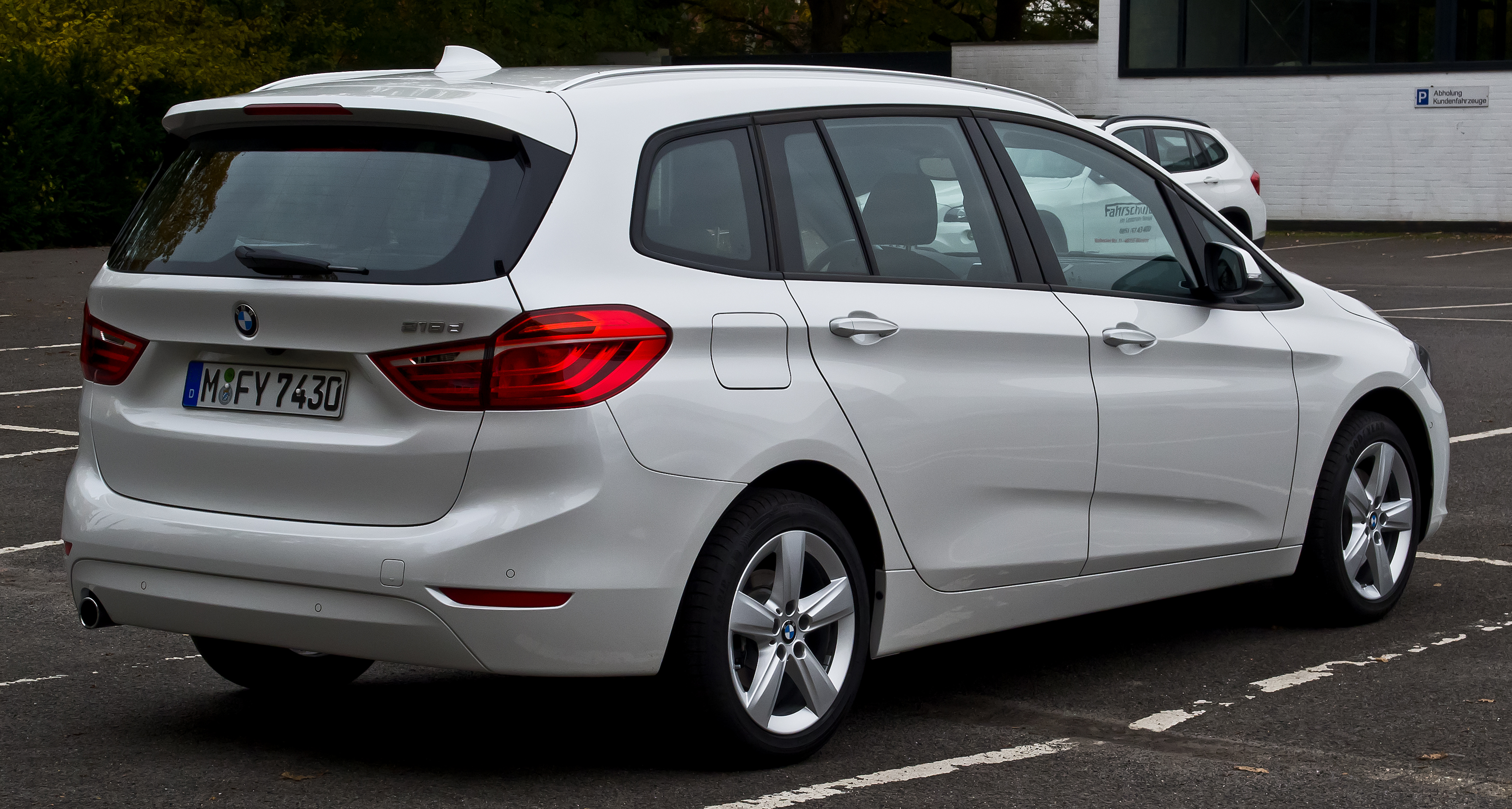
BMW 218d Gran Tourer Advantage

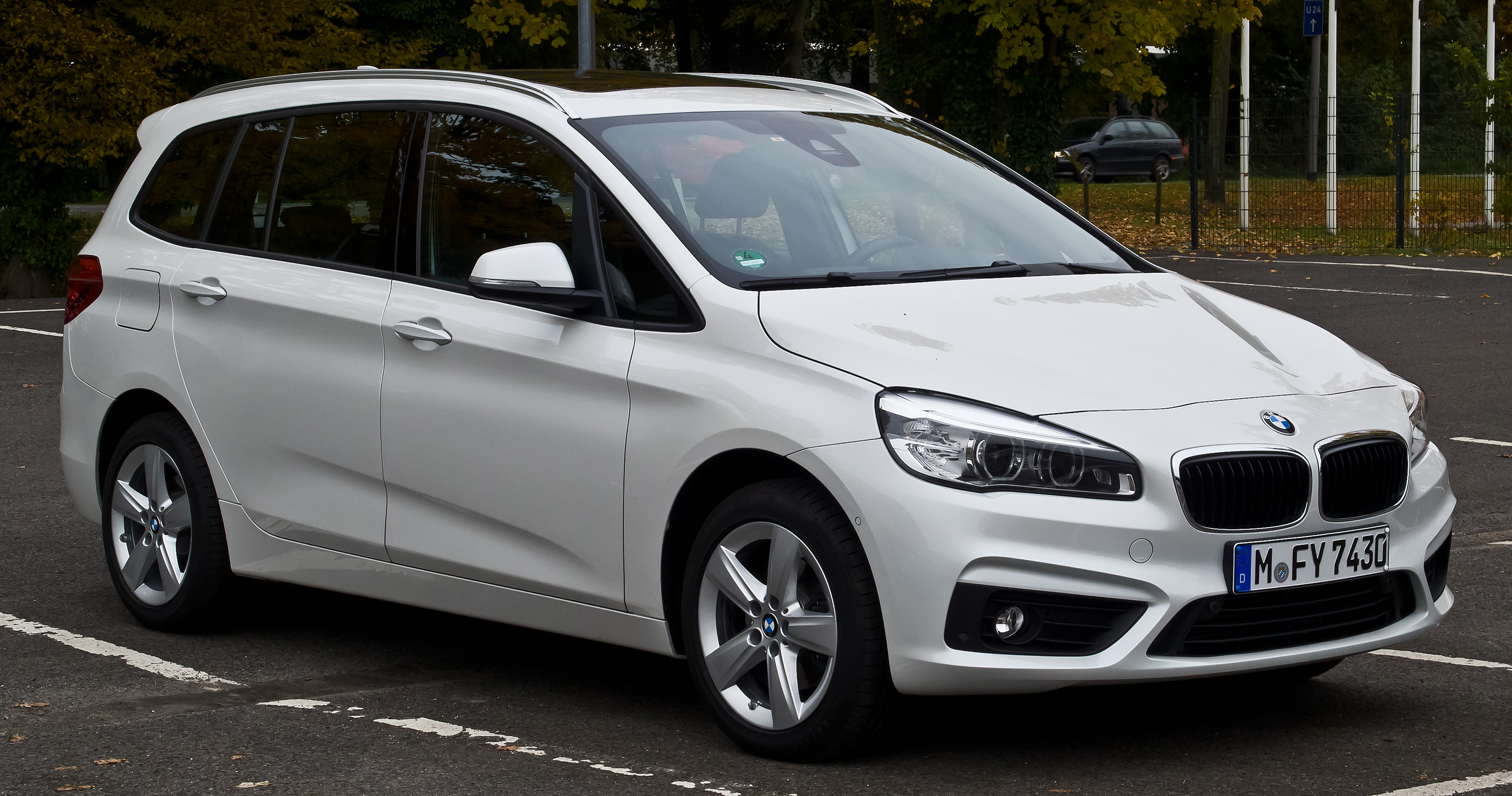
BMW 218d Gran Tourer Advantage)

2 серия Gran Tourer, с 2015 года представляет собой компактвэн с удлинённой колёсной базой и семиместным салоном. Был представлен в июне 2015 года.

### BMW 2 Coupé (G42)

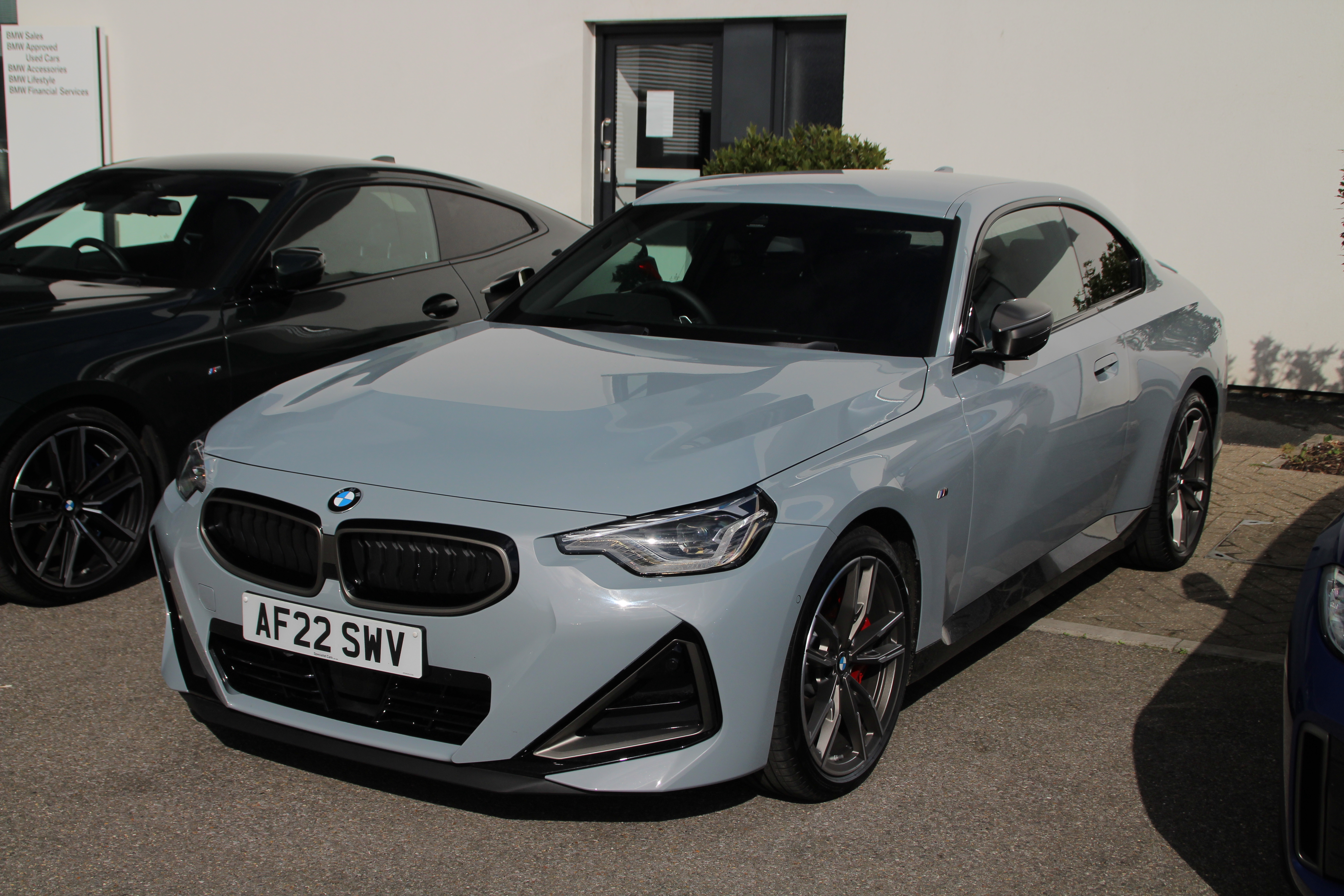

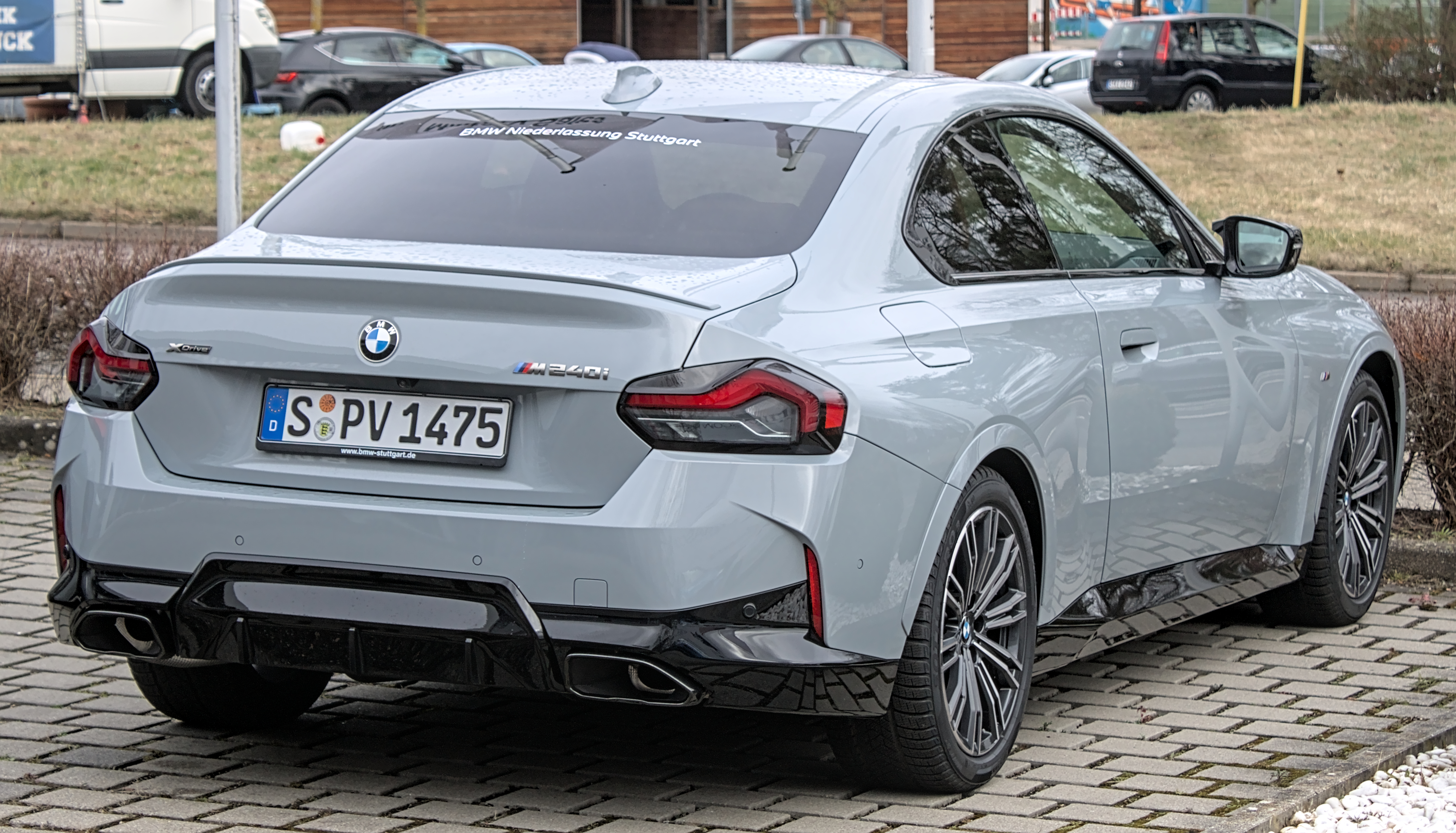

### BMW 2 Gran Coupé (F44)

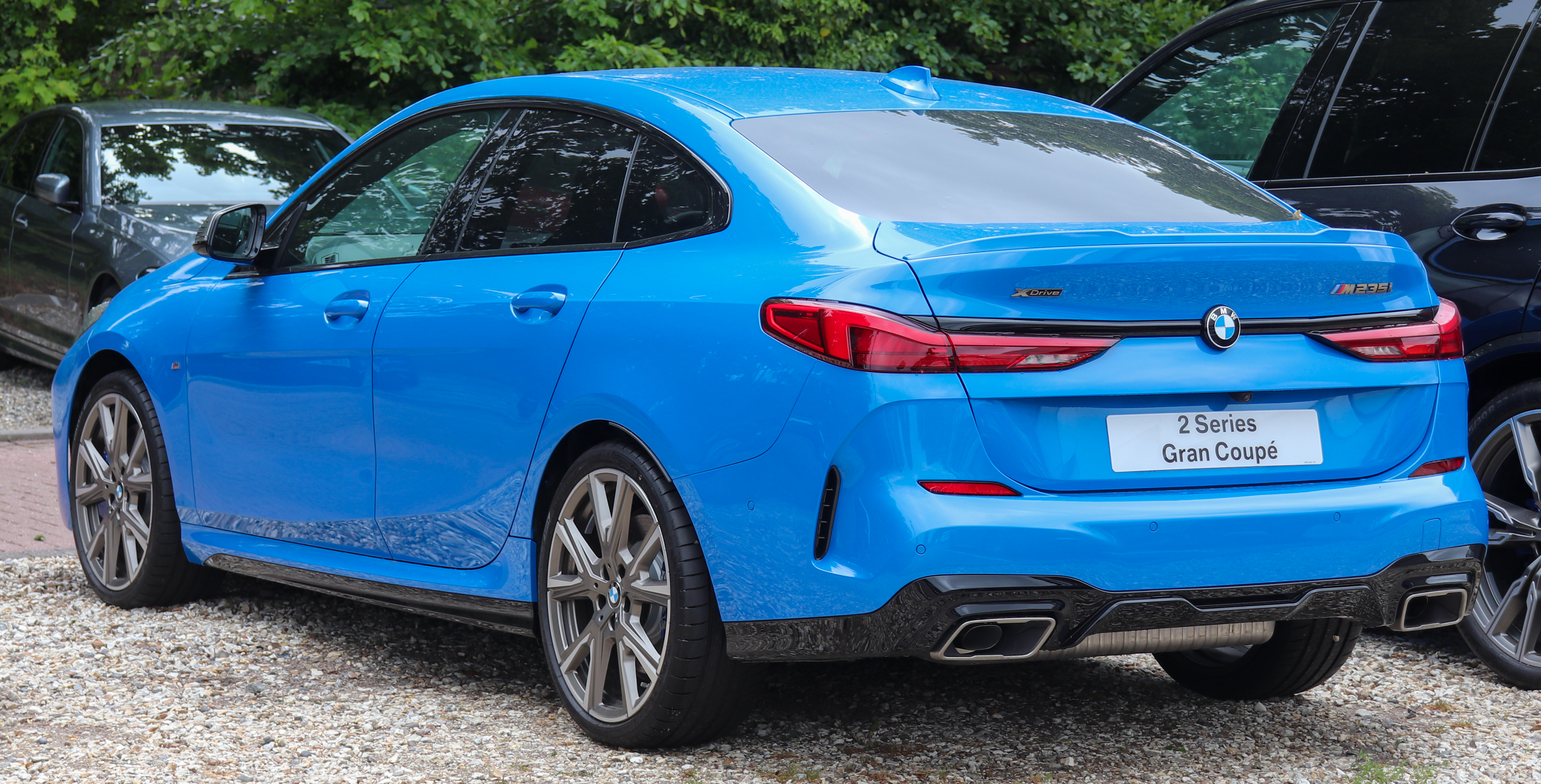

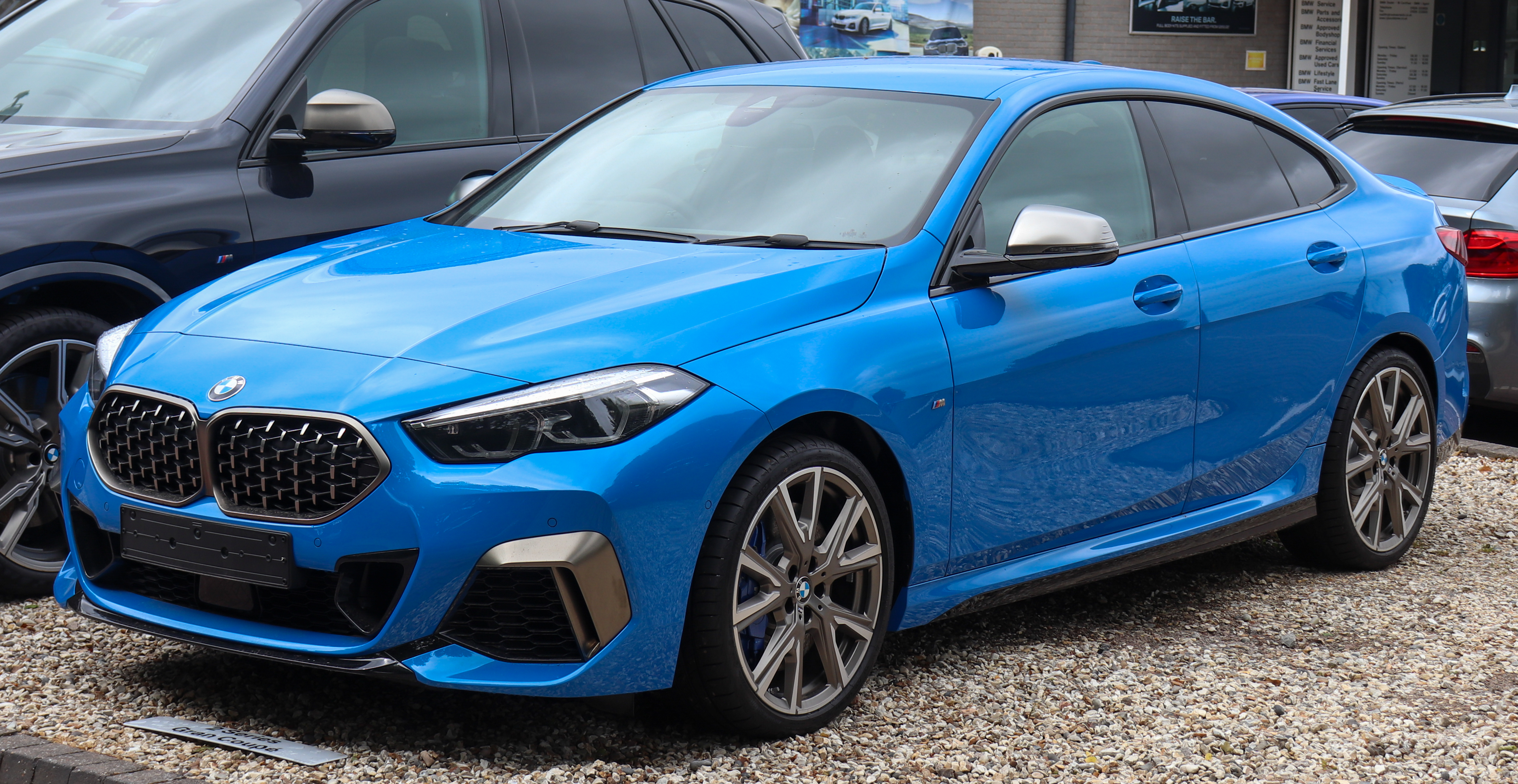

### BMW M2 Competition (F87)

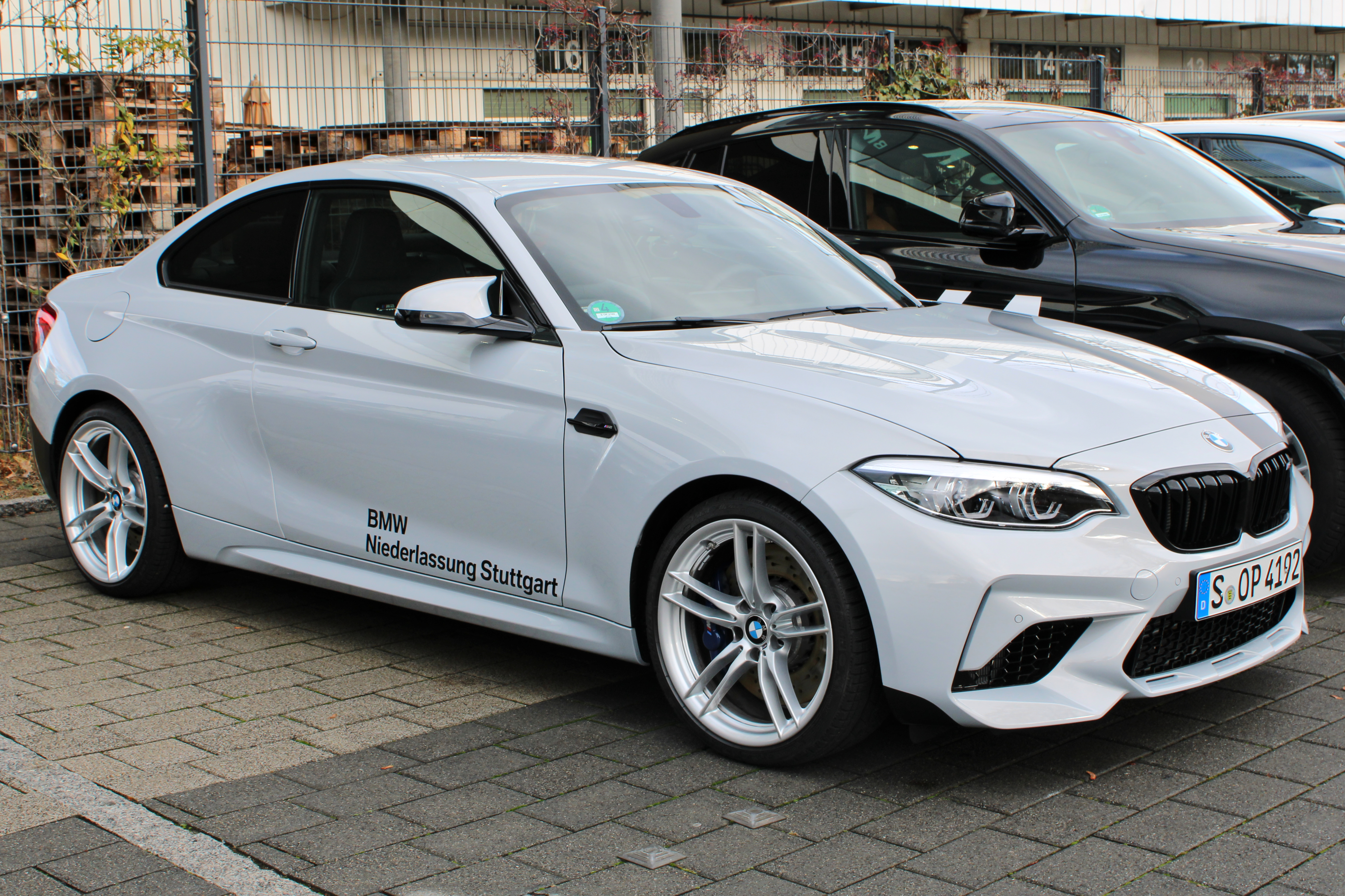
BMW M2 Competition